# ギャレット・ボールズ
ギャレット・ボールズ（Garett Bolles, 1992年5月27日 - ）は、アメリカ合衆国カリフォルニア州ウォールナットクリーク出身のプロアメリカンフットボール選手。NFLのデンバー・ブロンコスに所属している。ポジションはオフェンシブタックル。

## 経歴

### 生い立ち・ハイスクール
高校入学前に家を追い出され、フリーマン家に拾われた。これを機に末日聖徒イエス・キリスト教会を信仰するようになった。
高校時代はチームメイトと共に対戦相手の練習場を襲撃し、逮捕されたことがある。

### カレッジ
NJCAAのスノーカレッジで2年間プレーした後、NCAAのユタ大学へ転校した。
2016年シーズンは13試合に出場し、オールPac-12ファーストチームに選出された。シーズン終了後、2017年のNFLドラフトにアーリーエントリーした。

### デンバー・ブロンコス
| 6 ft 5 in (196 cm)          | 297 lb (135 kg) | 34 in (86 cm) | 9+3⁄8 in (24 cm) | 4.95 s | 1.71 s | 2.87 s | 4.55 s | 7.29 s | 28 in (71 cm) | 9 ft 7 in (2.92 m) |
| All value from NFL Combine. |                 |               |                  |        |        |        |        |        |               |                    |

2017年のNFLドラフトにて全体20位でデンバー・ブロンコスから指名され、その後4年総額1,101万ドルのルーキー契約を結んだ。
2017年シーズンはレフトタックルとして16試合に出場し、オールルーキーチームに選出された。
2018年シーズンも16試合に出場した。
2019年シーズンも16試合に出場したが、反則を犯す回数が多く、GMのジョン・エルウェイから公に批判された。
2020年シーズン開幕前にブロンコスから5年目の契約オプションを破棄されたが、同シーズンは大きく飛躍し、シーズン途中の2020年11月28日にブロンコスと4年総額6,800万ドルの契約延長に合意した。このシーズンはオールプロセカンドチームに選出された。
2022年シーズン、第5週のインディアナポリス・コルツ戦で左足を骨折し、シーズン残りの試合を全休した。